# Monanthotaxis bicornis
Monanthotaxis bicornis là loài thực vật có hoa thuộc họ Na. Loài này được (Boutique) Verdc. mô tả khoa học đầu tiên năm 1971.